# 八月の詩 (山根康広の曲)
『八月の詩』（はちがつのうた）は、2006年6月7日に発売された山根康広19枚目のシングル。発売元は日本クラウン。

## 収録曲
全曲共通　作詞・作曲・編曲：山根康広
1. 八月の詩
2. MADE IN “J”
3. 夜間飛行
4. 八月の詩（Instrumental）
5. MADE IN “J” （Instrumental）
6. 夜間飛行（Instrumental）